# Roma, Mexiko
Roma är en ort i Mexiko.   Den ligger i kommunen Emiliano Zapata och delstaten Veracruz, i den sydöstra delen av landet, 240 km öster om huvudstaden Mexico City. Roma ligger 1 127 meter över havet och antalet invånare är 180.
Terrängen runt Roma är kuperad. Runt Roma är det tätbefolkat, med 331 invånare per kvadratkilometer. Närmaste större samhälle är Xalapa, 8,3 km nordväst om Roma. I omgivningarna runt Roma växer huvudsakligen savannskog.